# Erik Dahl (författare)
Erik Dahl, född den 25 maj 1749, död den 15 augusti 1809, var en svensk präst och författare. Han var halvbror till Olof Kolmodin d.y. och helbror till Anders Dahl och Christopher Dahl.
Erik Dahl blev kyrkoherde i Skövde 1793, kontraktsprost 1800 och teologie doktor samma år. Dahl var känd som vitter författare på latin, grekiska och hebreiska. I 1793 års Förslag till kyrkosånger upptogs tre psalmer av honom.